# Tobar Bhríde (Myshall)
Tobar Bhríde (deutsch: „Brigids Quelle“, englisch auch „St. Brigid’s Well“) ist eine heilige Quelle der Brigid in Myshall (irisch Míseal), einem Ort im County Carlow in der irischen Provinz Leinster. Die mit der Göttin Brigid der irischen Kelten verbundene Quelle ist eine der 15 heiligen Quellen dieses Namens auf der Insel.

## Namensgebung
Die Quelle ist nach der gälischen Göttin Brigid benannt. „Tobar“ steht im Irischen für Quelle.

## Beschreibung
Tobar Bhríde, ist eine der 15 heiligen Quellen im ursprünglich gälischen Quellkult der Brigid in Irland. Die heilige Quelle liegt südlich der Ruine einer vorromanischen Kirche, St. Finian’s, auf einem Friedhof im Zentrum von Myshall an der Church Road.
In der irischen Mythologie entstammte Brigid (neuirisch Bríd, Brigit oder Brighid; die „Erhabene“), die Tochter des Dagda, den Túatha Dé Danann und war die Frau des Fomori Bress (auch Bres). Sie hatte zwei ebenfalls Bhríde genannte Schwestern und bildete zusammen mit ihren Schwestern wohl eine keltische Göttinnendreiheit (Matronen). Als Hl. Brigida (auch Hl. Brigid) der Iren erscheint sie in christianisierter Form.
Heilige Quellen waren bei den Kelten Orte der Wallfahrt. Sie tränkten einen Fetzen Stoff (schottisch clootie) ins Quellwasser, wuschen ihre Wunde aus und banden den Fetzen in einen Weißdorn. Dieser Quell- und Baumkult an den Clootie Wells wurde von den christianisierten Iren in Form der Verehrung der Hl. Brigid fortgeführt.
Die nahe Kirchenruine soll der Nachfolgebau einer Gründung von St. Finnian sein, einem der bedeutendsten Heiligen der Iroschottischen Kirche, von dem angenommen wird, dass er in Myshall im Jahr 470 n. Chr. geboren wurde. Auf dem Friedhof liegt ferner ein großer Bullaun mit zwei Aushöhlungen.